# Ornithurae
Ornithurae,  podrazred u razredu ptica koji predstavlja zajedničke pretke svim suvremenim pticama i nekim njihovim reptilnim precima. Podrazred je priključen kladi Ornithuromorpha. Na popisu su: Apatornis, Archaeovolans, Baptornis, Carinatae, Chaoyangiformes, Chaoyangornithiformes, Crypturellus, Enaliornis, Gobipterygiformes, Guildavis, Hesperornis, Hesperornithiformes, Iaceornis, Ichthyornis, Kuszholia, Liaoningornithiformes, Limenavis, Lithornis, Neornithes, Odontoholcae, Odontoholomorphae, Qinornis, Yanornithiformes, Yixianornithiformes.
Ime dolazi iz starogrčkog ὄρνις (ornis, “ptica”) + οὐρά (oura, “rep; ne od ptice”)